# Cerura xicona
Cerura xicona är en fjärilsart som beskrevs av Dyar 1924. Cerura xicona ingår i släktet Cerura och familjen tandspinnare. Inga underarter finns listade i Catalogue of Life.